# Altesse

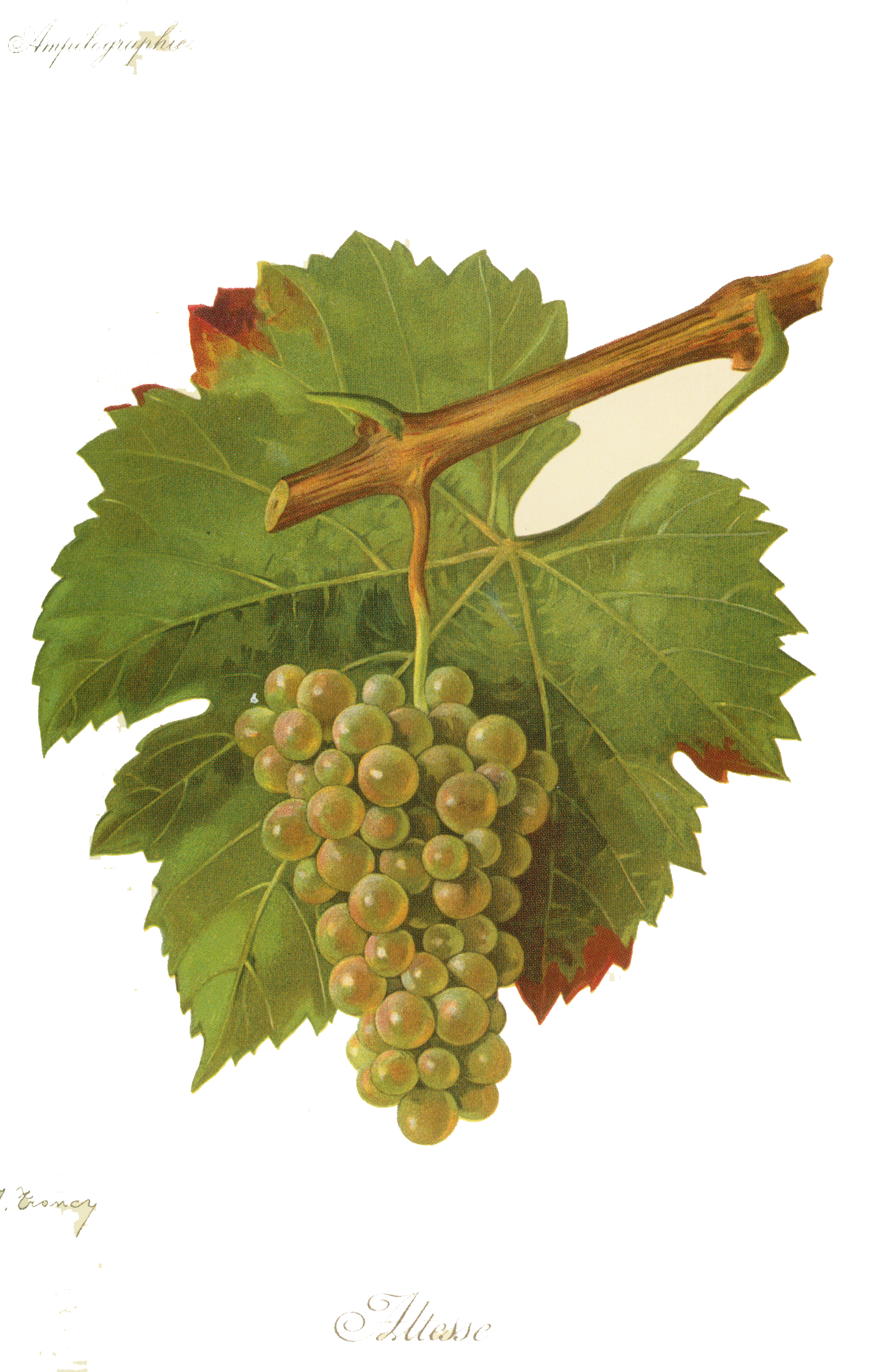
Altesse im Buch von Viala & Vermorel

Die Weißweinsorte Altesse ist eine seit dem Mittelalter in der Region Savoyen bekannte Rebsorte. Offiziell ampelographisch beschrieben wurde sie erstmals 1868. Der Legende nach soll die Sorte im 15. Jahrhundert aus Zypern importiert worden sein. Ludwig von Savoyen, der Charlotte de Lusignan, Herrscherin der Insel Zypern, ehelichte, brachte die Sorte in die französische Region. Pierre Galet vermutet eine Verwandtschaft mit der ungarischen Rebsorte Furmint. Louis Levadoux, ein anderer französischer Ampelograph ordnete Altesse der Rebsortenfamilie „famille des Sérines“ zu, der auch die Sorten Syrah, Mondeuse, Viognier, Marsanne blanche oder Roussanne angehören. Demnach käme die Sorte aus dem Südosten Frankreichs und könnte eine autochthone Sorte des Savoie sein.
Die spät reifende Sorte erbringt einen säurebetonten, sehr duftigen, lagerfähigen Weißwein. In Savoyen werden daraus die Appellations-Weine Roussette de Savoie und Roussette de Seyssel gekeltert, und im an Savoyen westlich angrenzenden VDQS-Bereich Vin du Bugey Weißwein sowie der Roussette du Bugey. Wenn nicht sortenrein ausgebaut, wird sie mit den Sorten Chardonnay und Mondeuse Blanche verschnitten. Obwohl die Sorte qualitativ hervorragenden Wein erbringt, konnte sie sich in anderen Regionen aufgrund ihres schwachen Ertrags nicht durchsetzen. Aktuell beträgt die bestockte Rebfläche in Frankreich 357 Hektar. (Quelle ONIVINS) Ein sehr kleiner Bestand ist auch in der Schweiz bekannt. (0,81 Hektar, Stand 2007, Quelle: Office fédéral de l'agriculture OFAG)
Zum Anbau von Qualitätsweinen sind in Frankreich die Klone 265, 403 und 404 zugelassen. Altesse ist eine Varietät der Edlen Weinrebe (Vitis vinifera). Sie besitzt zwittrige Blüten und ist somit selbstfruchtend. Beim Weinbau wird der ökonomische Nachteil vermieden, keinen Ertrag liefernde, männliche Pflanzen anbauen zu müssen.
Siehe auch den Artikel Weinbau in Frankreich sowie die Liste von Rebsorten.

## Synonyme
Die Rebsorte Altesse ist auch unter den Namen Altesse blanche, Altesse verte, Arin, Fusette, Fusette d'Ambérieu, Fusette de Montagnieu, Ignam, Ignan blanc, Petit Mâconnais, Prin blanc, Roussette, Roussette basse, Roussette de Montagnieu, Roussette grosse, Roussette haute, Rousette petite und Serène blanche bekannt.